# قصر الدرعية
قصر الدرعية للمؤتمرات والمعروف اختصارًا باسم قصر الدرعية؛ قصر مؤتمرات سعودي يقع في الدرعية في شمال غرب الرياض عاصمة المملكة العربية السعودية، أنشئ بأمر من خادم الحرمين الشريفين الملك فهد بن عبد العزيز آل سعود وأفتتح في عام 1999. عُرف باستضافته للاجتماعات الخليجية منذ ذلك العام. يضم القصر مقرات ضيافة ملكية ومجلس استقبال ملكي، وقاعة كبرى للمؤتمرات، ومكاتب إدارية، وعددًا من الصالات والقاعات الضخمة والمتاحف التي تحاكي الدرعية التاريخية عاصمة الدولة السعودية الأولى.